# Cerkira angusta
Cerkira angusta är en insektsart som beskrevs av Irena Dworakowska 1994. Cerkira angusta ingår i släktet Cerkira och familjen dvärgstritar.
Artens utbredningsområde är Sri Lanka. Inga underarter finns listade i Catalogue of Life.